# Pescocostanzo
Pescocostanzo là một đô thị thuộc tỉnh L'Aquila trong vùng Abruzzo của Ý. Ý. Đô thị này có diện tích 52 km², dân số 1210 người. Các đô thị giáp ranh gồm: Ateleta, Cansano, Palena (CH), Pettorano sul Gizio, Rivisondoli, Rocca Pia, Roccaraso